# Ostatni seans filmowy (film)
Ostatni seans filmowy (oryg. The Last Picture Show) - dramat obyczajowy z 1971 roku w reżyserii Petera Bogdanovicha powstały na podstawie powieści Larry’ego McMurtry’ego z 1966 pod tym samym tytułem.

## Obsada
- Timothy Bottoms - Sonny Crawford
- Jeff Bridges - Duane Jackson
- Cybill Shepherd - Jacy Farrow
- Ben Johnson - Sam the Lion
- Cloris Leachman - Ruth Popper
- Ellen Burstyn - Lois Farrow
- Eileen Brennan - Genevieve
- Clu Gulager - Abilene
- Sam Bottoms - Billy
- Randy Quaid - Lester Marlow
- Peter Bogdanovich - Disc Jockey (głos)
- John Hillerman - nauczyciel

## Nagrody
- Oscar:
  - Oscar dla najlepszego aktora drugoplanowego – Ben Johnson
  - Oscar dla najlepszej aktorki drugoplanowej – Cloris Leachman
- Złoty Glob:
  - Najlepszy aktor drugoplanowy - Ben Johnson
- BAFTA:
  - Najlepszy aktor drugoplanowy - Ben Johnson
  - Najlepsza aktorka drugoplanowa - Cloris Leachman

## Sequel
W 1990 roku powstał na podstawie powieści Larry’ego McMurtry’ego sequel Texasville. Film został wyreżyserowany także przez Bogdanovicha, a w rolach głównych wystąpili również Jeff Bridges, Cybill Shepherd, Randy Quaid, Timothy Bottoms.